# Xeneda
Xeneda là một chi bướm đêm thuộc phân họ Tortricinae của họ Tortricidae.

## Các loài
- Xeneda coena Diakonoff, 1961